# Saint-Chamond (tenk)
Saint Chamond (fra. Char d'Assault St. Chamond) je bio francuski tenk tijekom Prvog svjetskog rata. Dizajniran je i naručen nakon početka proizvodnje Schneider CA1. Prvi puta je korišten u borbi u travnju 1917. tijekom Nivellove ofenzive. Kao i Schneider CA1 je imao vrlo slabu terensku pokretljivost, a duple kontrole su mu omogućile da se njime može upravljati s oba kraja tenka. Na kraju rata, 72 primjerka od ukupno 400 proizvedenih je ostalo u službi. Neki primjerci su prodani Španjolskoj i Litvi. Jedan dio je preinačen u "char de ravitaillement" (tenkovi za prijevoz zaliha).